# Metropolregion Londrina
Die Metropolregion Londrina, portugiesisch Região Metropolitana de Londrina (RMLO), ist eine Metropolregion im brasilianischen Bundesstaat Paraná. Sie wurde am 17. Juli 1998 durch Ergänzungsgesetz Nr. 81 eingerichtet und hat ihren Sitz in der Stadt Londrina. Sie besteht aus 25 Gemeinden (Municípios).
Hauptzweck ist ein Managementsystem für öffentliche Aufgaben der gemeinsamen Interessen der abgedeckten Gemeinden. Diese Ballungsräume haben keine Rechtspersönlichkeit wie Gebietskörperschaften, auch können die Bürger keine Vertreter unmittelbar in die Metropolverwaltungen wählen. 
Die Metropolregion bestand bei Gründung 1998 aus den sechs Gemeinden Londrina, Cambé, Jataizinho, Ibiporã, Rolândia und Tamarana. Viermal wurden weitere Gemeinden aufgenommen: Durch das Ergänzungsgesetz LCE 129/2010 die Gemeinden Alvorada do Sul, Arapongas, Assaí und Primeiro de Maio (Paraná); 2011 kamen Florestópolis und Jaguapitã hinzu; 2012 Pitangueiras und Porecatu; 2013 Centenário do Sul, Guaraci (Paraná), Lupionópolis, Miraselva, Prado Ferreira, Rancho Alegre (Paraná), Sertaneja und Uraí.
Sämtliche Gemeinden liegen auf der dritten paranaischen Hochebene, dem Terceiro Planalto Paranaense.

## Demografie und Ausdehnung
| Alvorada do Sul       | 10.283    | 11.598 ▲  | 424,250   |
| Arapongas             | 104.150   | 126.545 ▲ | 382,215   |
| Assaí                 | 16.354    | 14.792 ▼  | 440,347   |
| Bela Vista do Paraíso | 15.079    | 15.400 ▲  | 242,689   |
| Cambé                 | 96.733    | 108.126 ▲ | 495,375   |
| Centenário do Sul     | 11.190    | 10.704 ▼  | 371,834   |
| Florestópolis         | 11.222    | 10.360 ▼  | 246,331   |
| Guaraci               | 5.227     | 5.557 ▲   | 211,680   |
| Ibiporã               | 48.198    | 55.688 ▲  | 297,742   |
| Jaguapitã             | 12.225    | 13.861 ▲  | 475,004   |
| Jataizinho            | 11.875    | 12.687 ▲  | 159,178   |
| Londrina              | 506.701   | 580.870 ▲ | 1.652,569 |
| Lupionópolis          | 4.592     | 4.969 ▲   | 121,066   |
| Miraselva             | 1.862     | 1.786 ▼   | 90,294    |
| Pitangueiras          | 2.814     | 3.298 ▲   | 123,229   |
| Porecatu              | 14.189    | 12.587 ▼  | 291,663   |
| Prado Ferreira        | 3.434     | 3.806 ▲   | 153,399   |
| Primeiro de Maio      | 10.832    | 11.138 ▲  | 414,442   |
| Rancho Alegre         | 3.955     | 3.760 ▼   | 167,646   |
| Rolândia              | 57.862    | 68.165 ▲  | 459,024   |
| Sabáudia              | 6.096     | 6.954 ▲   | 190,329   |
| Sertaneja             | 5.817     | 5.149 ▼   | 444,492   |
| Sertanópolis          | 15.638    | 16.456 ▲  | 505,532   |
| Tamarana              | 12.262    | 15.277 ▲  | 472,155   |
| Uraí                  | 11.472    | 11.233 ▼  | 237,810   |
| Insgesamt             | 1.000.064 | 1.130.766 | 9.070,295 |